# هوگو مونستربرگ
هوگو مونستربرگ (آلمانی: Hugo Münsterberg؛ زاده ۱ ژوئن ۱۸۶۳ درگذشته ۱۶ دسامبر ۱۹۱۶) یک دانشمند در زمینه روان‌شناسی اهل آلمان بود.